# 多芬格巴赫河

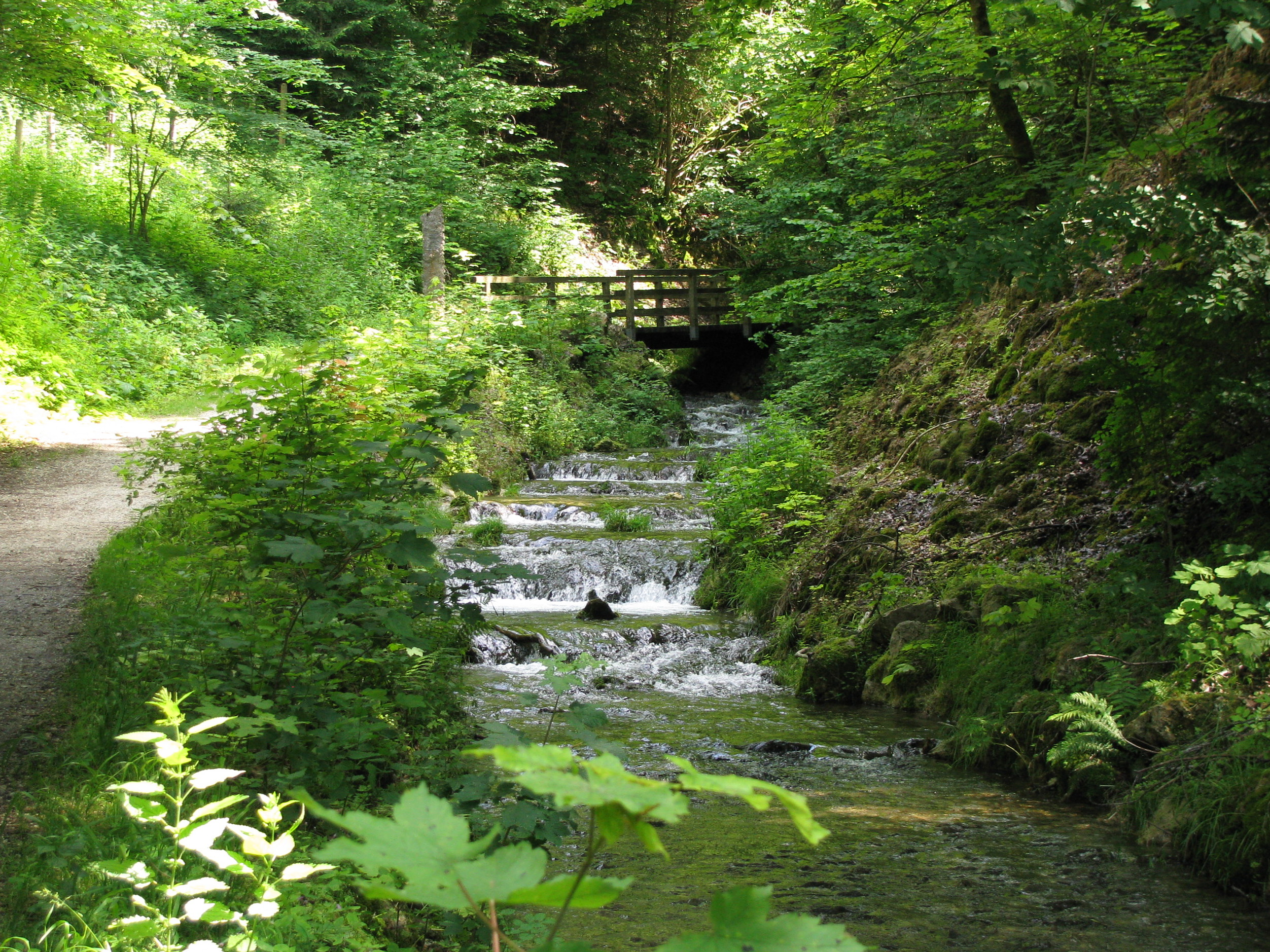

48°01′25″N 10°53′06″E / 48.02350062°N 10.88498354°E
多芬格巴赫河（德語：Dorfängerbach），是德國的河流，位於該國東南部，由巴伐利亞負責管轄，屬於萊希河的右支流，河道全長4.2公里，流域面積4.1平方公里。